# 甘利虎泰
甘利虎泰（1498年？－1548年3月23日）是日本戰國時代武將。服侍武田信虎、武田信玄兩代。備前守 。
家系為甲斐源氏、武田氏之庶出。
在信虎時代，甘利虎泰和板垣信方、飯富虎昌、小山田昌辰並列為「武田四天王」。
甘利虎泰領軍向以武勇著稱，敵人常聞風而逃，甘利虎泰和板垣信方成為武田軍的中心人物而活躍著。
天文10年（1541年）甘利虎泰與板垣信方、飯富虎昌成功協助信玄將信虎流放，之後便和板垣信方成為武田家的雙臂支持著年輕的信玄。
天文17年2月14日（1548年3月23日）的上田原之戰為守護信玄與剛打敗板垣信方士氣高昂的村上軍對決，快樂地戰死沙場。
子嗣:甘利左衛門尉昌忠、甘利信康
曾是日本安倍内閣經濟產業大臣的甘利明即為其子孫。